# Małgorzata Ostrowska
Małgorzata Maria Ostrowska (née le 2 mai 1958 à Szczecinek) est une chanteuse polonaise.

## Carrière
Enfant, elle apprend le violon et le piano. Elle commence à chanter à 11 ans. Elle a chanté avec le groupe vocal Vist (avec Wanda Kwietniewska, Andrzej Sobolewski et Grzegorz Stróżak). En 1975, pour son interprétation de la chanson Słowiki, elle remporte le premier prix au Festival de la chanson soviétique de Zielona Góra, et avec la chanson Szalone chłopaki, elle remporte le concours amateur du Festival de la chanson des soldats de Kołobrzeg. L'année 1978-1979, elle étudie au conservatoire de Poznań.
De 1981 à 1991, elle est la chanteuse du groupe Lombard, avec lequel elle est présente notamment au festival de San Remo. Elle apparaît dans le rôle de la reine Aba dans le film Podróże pana Kleksa, sorti en 1986, dans lequel elle chanté la chanson Meluzyna. Elle tient le rôle-titre dans la comédie musicale Pocałunek kobiety pająka et au Théâtre Musical de Gdynia, elle tient le rôle de Marie-Madeleine dans la comédie musicale Jesus Christ Superstar dans la première adaptation polonaise en 1987. Elle quitte Lombard après des conflits et pour sa vie de famille.
En 1999, elle commence sa carrière solo avec la sortie d'un album Alchemia. Elle enregistre avec des artistes tels que Lech Janerka, Dżem, Michał Urbaniak et Acid Drinkers. Elle enregistre un album avec le groupe de jazz Basspace et se produit au Jazz Jamboree. En 2008, elle est invitée sur l'album XXX-lecie, Akustycznie de KSU.
En 1999, elle a reçu le Bursztynowy Słowik pour l'ensemble de sa carrière au festival de Sopot. En 2010, elle laisse ses empreintes de mains sur le Walk of Fame d'Opole.

## Vie privée
Elle devient mère en 1987 d'un garçon, nommé Dominik.
Elle est l'épouse du photographe Jacek Gulczyński et la belle-soeur de Piotr Gulczyński.
En 2015, elle affirme être une alliée des personnes LGBT.

## Discographie
Albums
- 1993 : Małgorzata Ostrowska
- 1999 : Alchemia
- 2000 : Przed świtem
- 2001 : Instynkt
- 2007 : Moja Kolekcja
- 2007 : Słowa
- 2012 : Gramy!
- 2019 : 	Na świecie nie ma pustych miejsc
- 2021 : Piękna pani Meluzyna
- 2021 : Kidawa

## Filmographie
- 1986 : Podróże pana Kleksa
- 1986 : Chrześniak
- 2001 : Gulczas, a jak myślisz...